# Tétrakis(trichlorosilyl)silane
Le tétrakis(trichlorosilyl)silane, couramment appelé dodécachloronéopentasilane dans l'industrie, est un composé chimique de formule Si(SiCl3)4. Il se présente sous la forme d'un solide blanc qui réagit violemment au contact de l'eau et se décompose au-delà de 300 °C. Il est utilisé notamment dans l'industrie des semiconducteurs comme précurseur du néopentasilane Si(SiH3)4, utilisé pour obtenir des couches de silicium pour cellules photovoltaïques, et fait l'objet d'études pour la préparation de polymères à base de silicium ou de matériaux composites silicium-organique.